# نهر فيش
نهر فيش Fish River هو نهر في ناميبيا. يبلغ طوله 650 كم يتدفق عند سد هارداب بالقرب من مدينة مارينتال.
وهو نهر موسمي يتدفق في الشتاء ويجف في الصيف. وعلى الرغم من ذلك فيوجد به موقع رائع وخلاب هو أخدود نهر فيش الذي يبلغ طوله 160 كم. ويصب نهر فيش في نهر أورانج على الحدود مع جنوب أفريقيا على بعد حوالي 100 كم من المحيط الأطلنطي.
‌